# Ursula Hanke-Förster
Ursula Hanke-Förster, geb. Förster (* 8. April 1924 in Berlin; † 22. November 2013 in Berlin) war eine deutsche Bildhauerin, Künstlerin und Grafikerin.

## Leben
Ursula Hanke-Förster schloss 1940 in Berlin die städtische Mittelschule ab. Von 1941 bis 1944 ging sie im grafischen Gewerbe in die Lehre, machte einen Gesellenbrief und besuchte Abendkurse im Akt- und Porträtzeichnen bei Max Kaus an der Schule für Kunst und Handwerk in Berlin. Von 1945 bis 1952 studierte Förster an der Schule für Kunst und Handwerk in Berlin sowie an der Hochschule für Bildende Künste Berlin. Sie war Schülerin von Friedrich Stabenau, H. Erath, Maximilian Debus und Gustav Seitz sowie Meisterschülerin von Renée Sintenis. Ab 1952 freischaffend mit eigenem Atelier in Berlin unternahm Förster Studienreisen nach Paris und Spanien. 1954 erhielt sie den Berliner Kunstpreis der Stadt Berlin. 1962 heiratete sie den Maler und Grafiker Günter Hanke.  Am Teltower Damm 139 in Berlin baute Hilde Weström 1965 ein Haus für das Künstlerehepaar. 2007 vermachte Ursula Hanke-Förster ihre Bilder und Skulpturen der Universität der Künste Berlin und deren Freundeskreis und rief eine Stiftung ins Leben, die seit 2009 Studierende der Bildhauerei an der Universität der Künste Berlin fördert.

„Es geht mir ständig darum, eine Synthese zwischen Natur und Abstraktion zu finden. Ich demontiere und abstrahiere den Körper, woraus ein neuer Formenkanon entsteht.“

„In den abstrahierten Kompositionen suche ich Ausgewogenheit und Spannung in einem. Ich möchte erreichen, dass der Betrachter diese Arbeiten abtastet, die Flächen, Höhen und Tiefen der verschiedenen Materialien wie Holz und Metall nachempfindet.“

## Werke (Auswahl)
Ursula Hanke-Förster schuf zahlreiche plastische Arbeiten und Kunst am Bau.
- Tanzende, Aluminiumguss auf Aluminiumfassade am Freizeitheim Vahrenwald in Hannover; Höhe 540 cm, Breite 1050 cm[2]
- Ernst-Reuter-Büste (1953), Bronze, Berlin, Stralsunder Str. 57, Ernst-Reuter-Schule ⊙[7]
- Wandrelief (1953), Kunststein, 1,50 m × 1,50 m, Berlin, Stralsunder Str. 57, Ernst-Reuter-Schule ⊙[7]
- Fassadenrelief (1954), Berlin, Ostpreußendamm 39, Berufs- und Handelsschule ⊙[8]
- Zwei Reiher (1957), Mainzer Sandstein, Auffahrtsrampe der Südostseite der Dischingerbrücke, Berlin-Wilhelmstadt; 1977 abgebaut[9]
- Mädchen mit Buch (1958), Berlin, im Foyer der Bibliothek am Luisenbad in Berlin-Gesundbrunnen
- Fischer mit Netzen (1960), auf dem Falkenseer Platz in Berlin-Spandau ⊙[10]
- Bücher (1960), Kunststein, Berlin, Falkenseer Chaussee, Ecke Steigerwaldstraße ⊙[11]
- Jungen mit Drachen (1961), Bronze, Berlin, Am Gemeindepark 18–22 ⊙[12]
- Pan mit Doppelflöte (1962), Bronze, Berlin, Biesestraße 7, Seniorenheim ⊙[13] und Berlin, Stargardtstraße 11–13, Stadtbücherei ⊙[14]
- Begegnungen (1963), Bronze, Duisburg, A 59, Berliner Brücke (1964 aufgestellt[15]; Juni 2007 abgebaut[16]; 2008 beschädigt[17] und im September 2015 wieder am alten Ort aufgestellt[18])
- Jungs im Gespräch (1963), Bronze, Zoppenbrückschule, Zoppenbrückstraße 45, Mittelmeiderich ⊙
- Mutter und Kind (1966), Bronze, ehemals vor dem zwischenzeitlich abgerissenen Gesundheitsamt Lübeck in der Schmiedestraße
- Die Spinnerin (1966), Bronze, ausgestellt im Tuch und Technik Textilmuseum Neumünster in Neumünster[19]
- Balanceakt (1967), Bronze, Brügmanngarten Travemünde
- Hinweis- und Orientierungsschilder (1967), Aluminium, Berlin, Falkenseer Chaussee Ecke Steigerwaldstraße ⊙[20]
- Im Fluge (1968), Bronze, Berlin-Tempelhof, John-Locke-Straße 1–17 ⊙[21]
- Frau im Spiegel (1970), Bronze, Dorothea-Schlözer-Schule, Lübeck
- Große Kopf-Figuration (1976) in der Obstallee in Berlin-Spandau ⊙[22]
- Maternal II (1979), Bronze, Berlin, Bienwaldring 31–35 ⊙[23]
- Vögel (1982), am Place Molière in Berlin-Wittenau (2013 ein Vogel durch Diebstahl zerstört)[24][25]
- Wasserrutschbahn Krokodil (1983), Berlin, Munsterdamm, Schwimmbad am Insulaner ⊙[26]

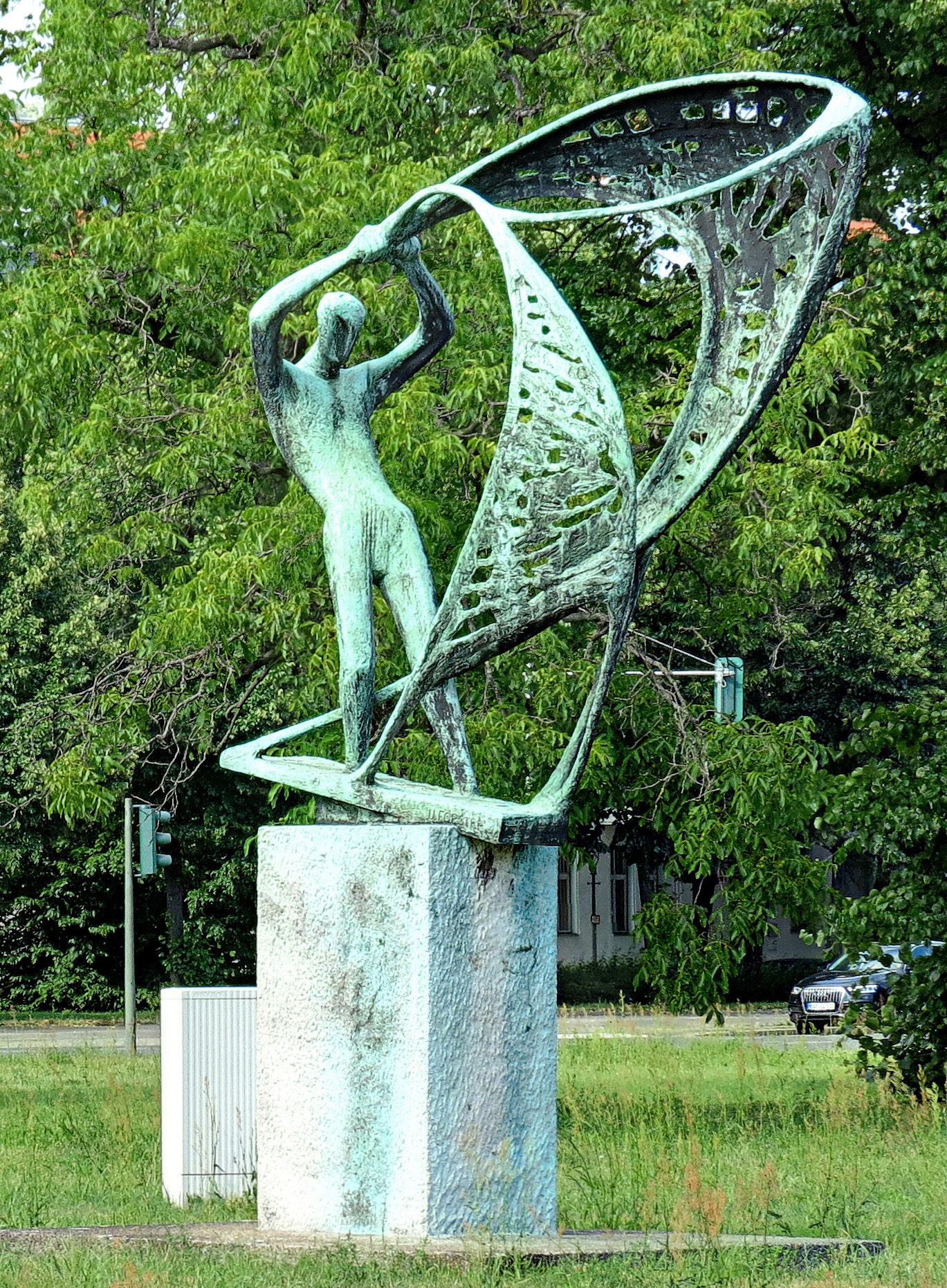
Fischer mit Netzen (1960) Berlin-Spandau
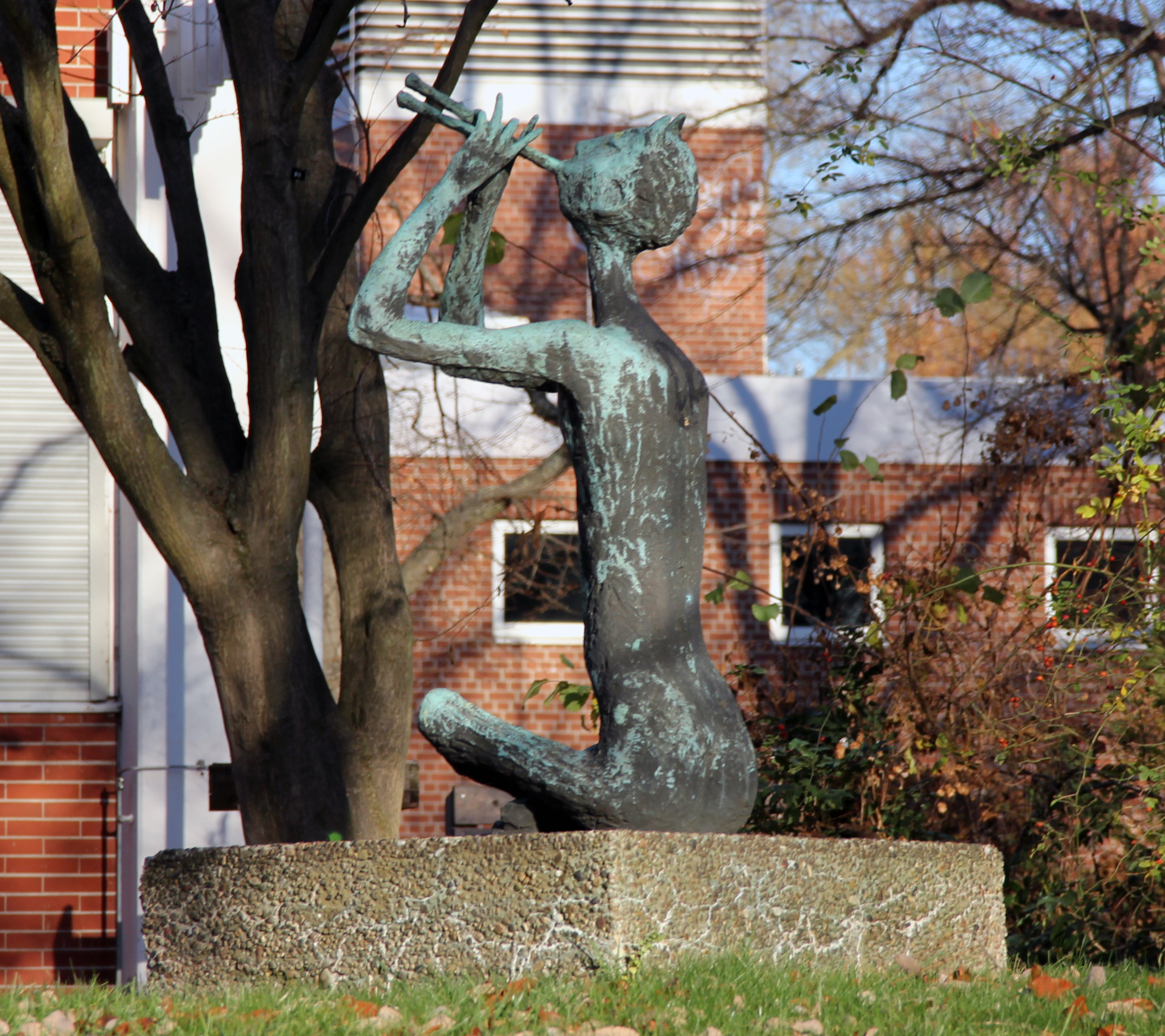
Pan mit Doppelföpte (1962), Berlin-Reinickendorf, Stadtbücherei am Schäfersee
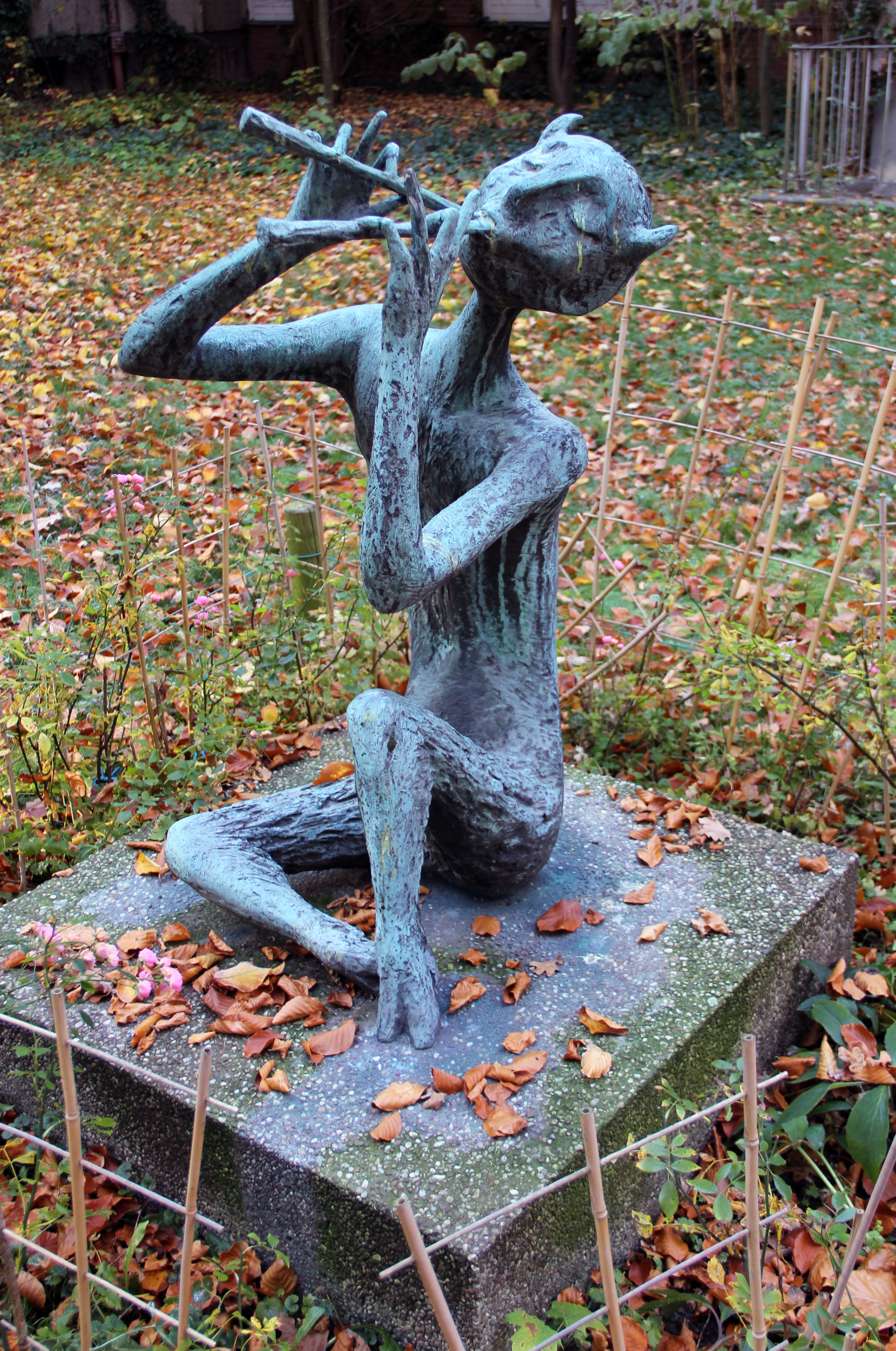
Pan mit Doppelflöte (1962), Berlin-Zehlendorf, am Seniorenheim Biesestraße 7
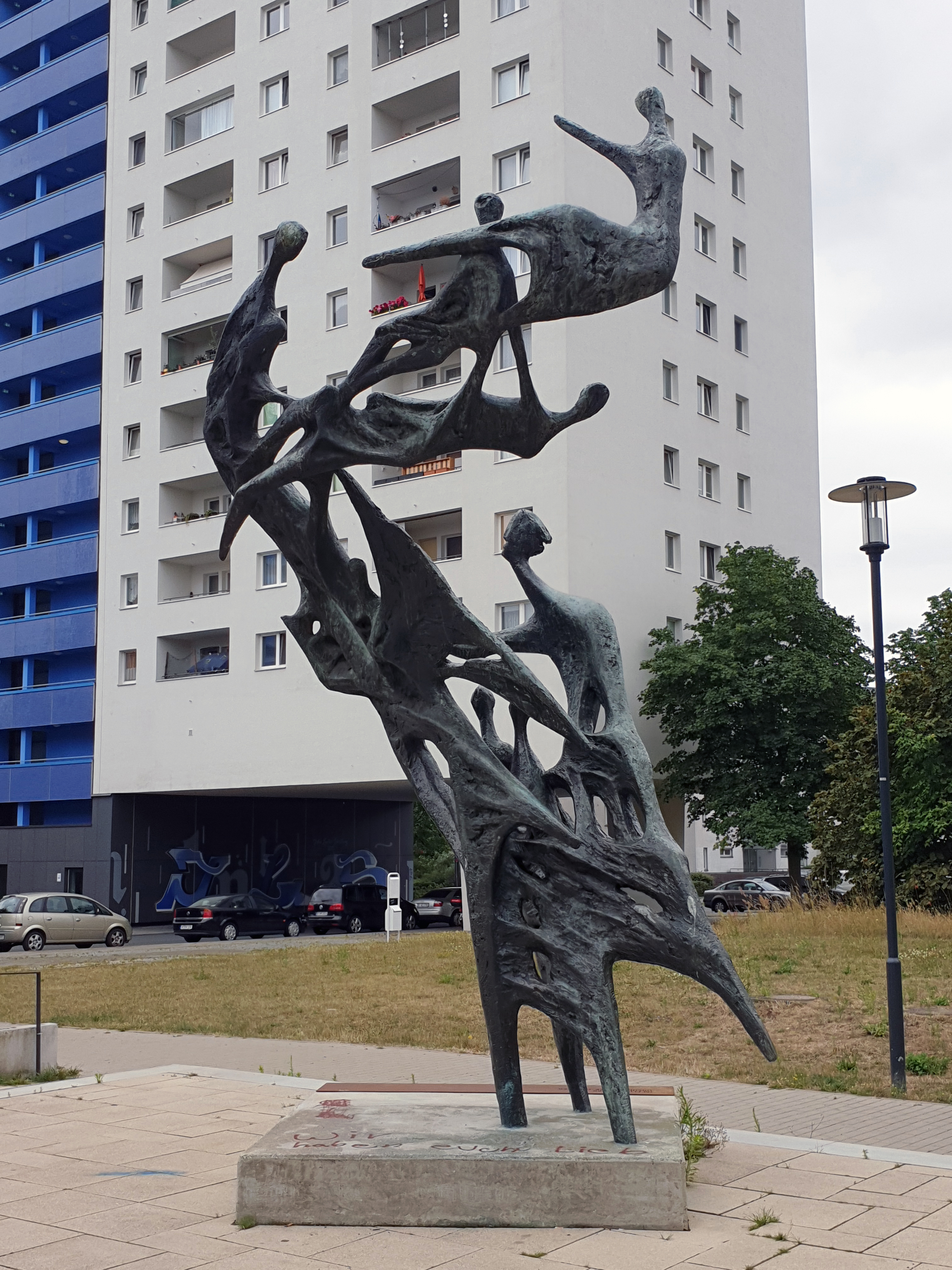
Im Fluge (1968) Berlin-Lichtenrade
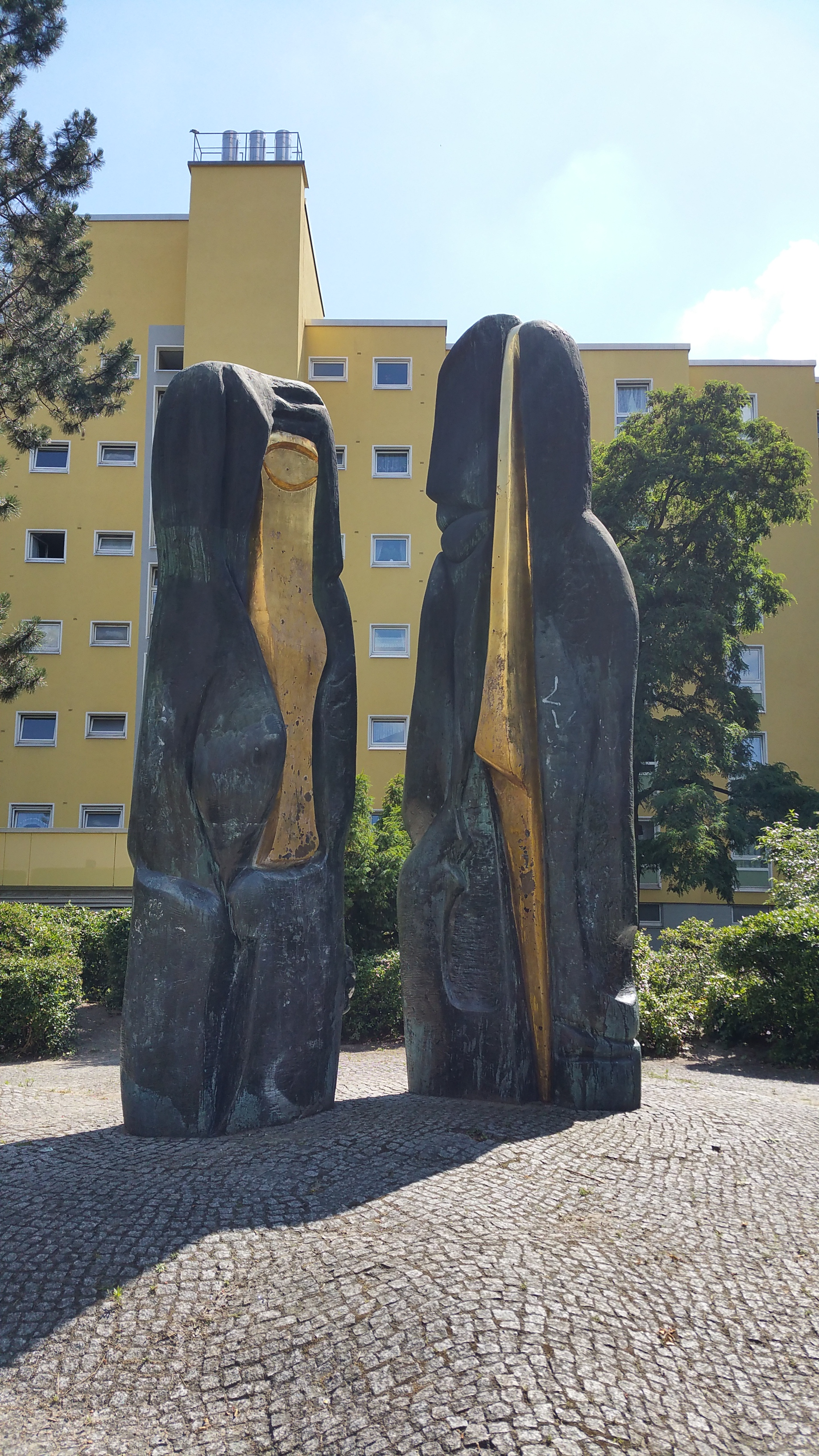
Große Kopf-Figuration (1976) Berlin-Spandau
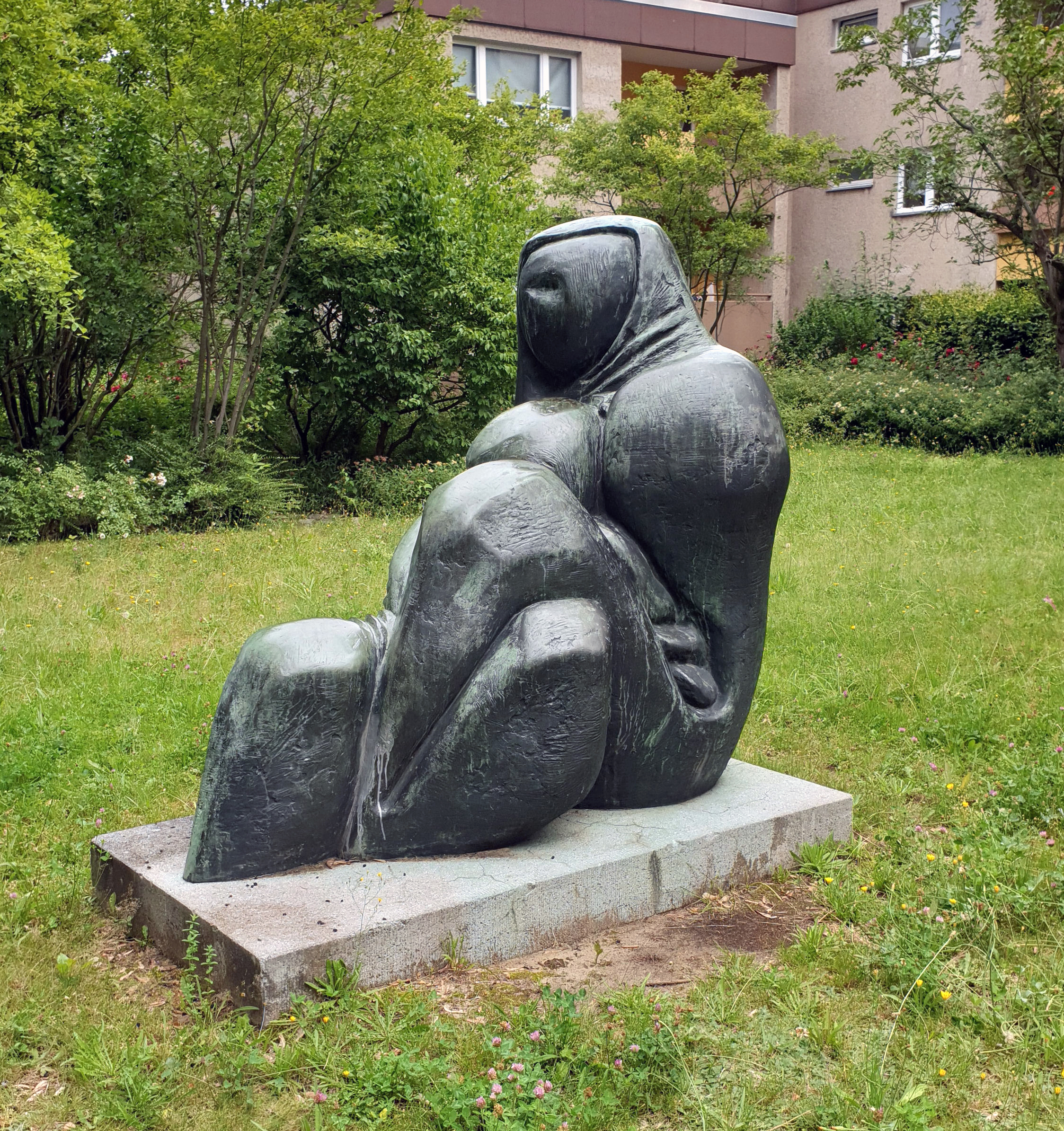
Maternal II (1979), Berlin-Buckow
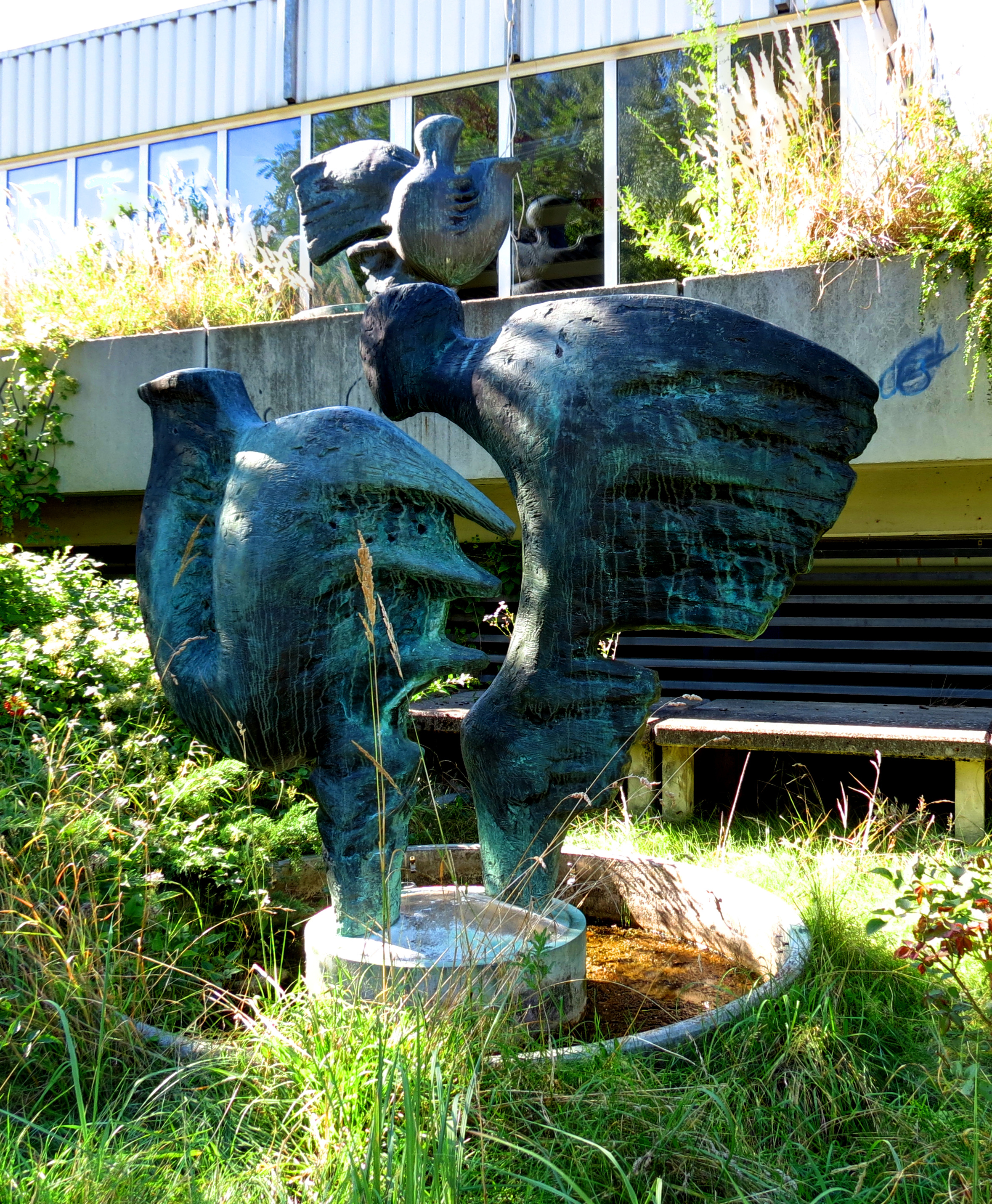
Vögel (1982) in der Cité Foch Berlin-Wittenau
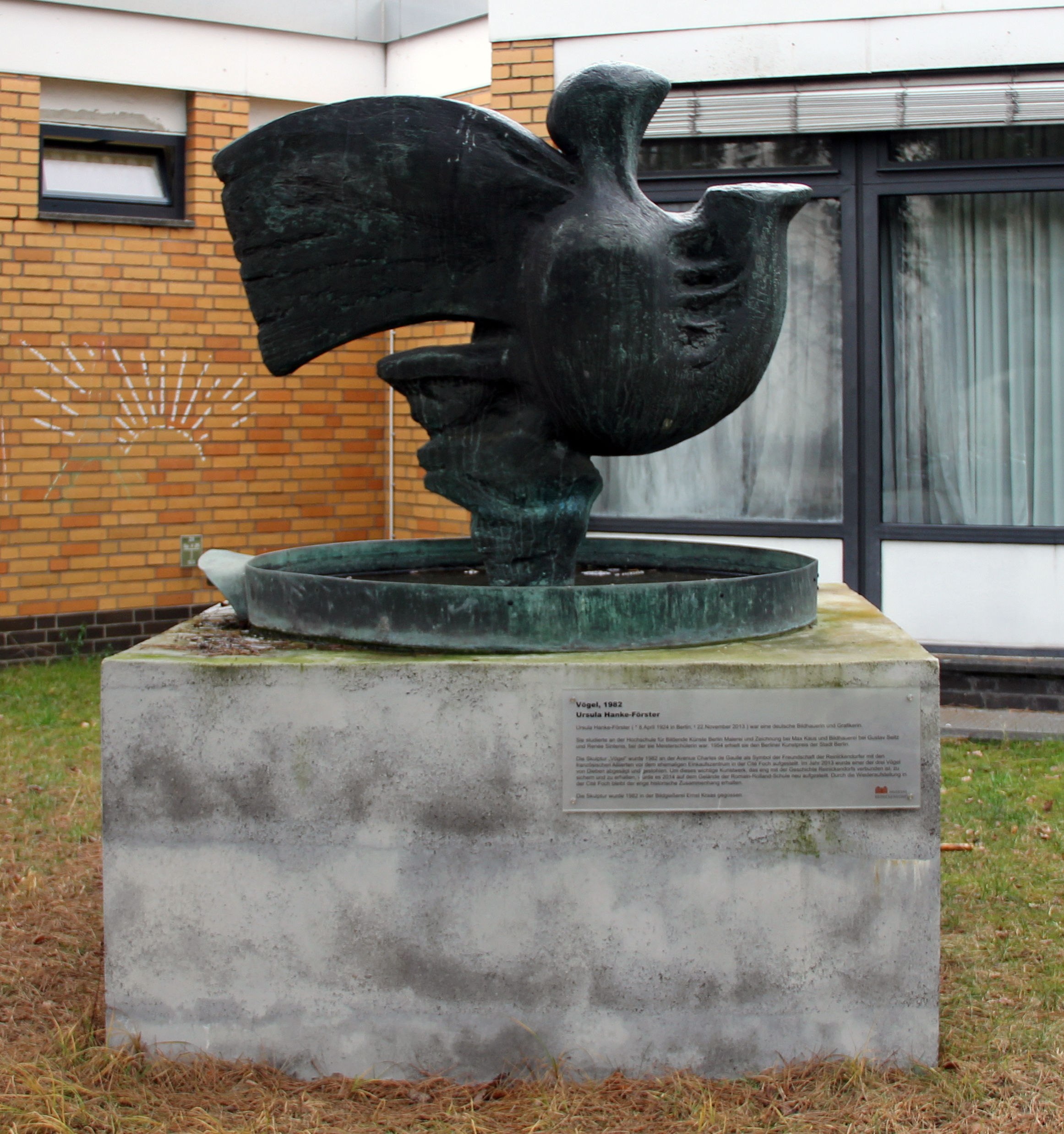
Vögel (1982) in der Cité Foch Berlin-Wittenau
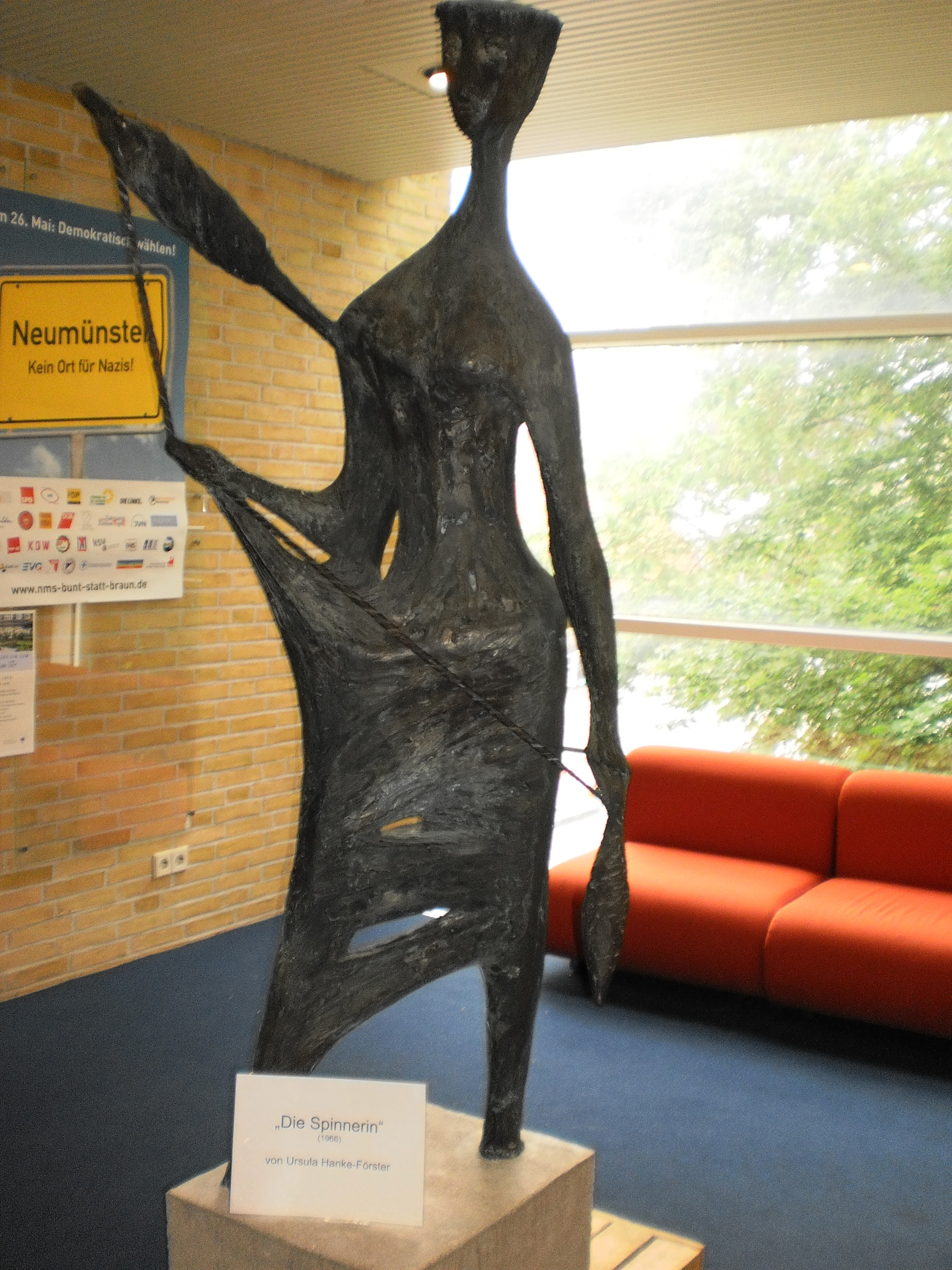
Die Spinnerin bei Tuch & Technik Neumünster